# Liste der Naturdenkmale in Harpstedt
Die Liste der Naturdenkmale in Harpstedt enthält die Naturdenkmale in der Samtgemeinde Harpstedt im Landkreis Oldenburg in Niedersachsen.
Am 31. Dezember 2016 gab es nach der Statistik des Niedersächsischen Landesbetrieb für Wasserwirtschaft, Küsten- und Naturschutz im Landkreis Oldenburg insgesamt 346 Naturdenkmale im Zuständigkeitsbereich der Unteren Naturschutzbehörde.
Die vom Landkreis Oldenburg veröffentlichten Listen nennen insgesamt 354 Naturdenkmale. Von diesen liegen 80 im Gebiet der Samtgemeinde Harpstedt.

## Naturdenkmale
| Bild            | Bezeichnung                             | Ort, Lage                                      | Beschreibung | Schutzzweck | Nummer  |
| --------------- | --------------------------------------- | ---------------------------------------------- | --- | ----------- | ------- |
| BW              | Schlatt auf der „Hespenriede“           | Groß Ippener (53° 0′ 11,5″ N, 8° 39′ 4,8″ O)   | Schlatt mit Birkenbruch, Teich mit Insel, Gagelgebüsch und Hochstaudenflur. Fläche 4950 m² |             | ND 401  |
| Fotos hochladen | Schlatt im „Ortholzer Moor“             | Groß Ippener (53° 0′ 2,7″ N, 8° 37′ 44,7″ O)   | Schlatt mit Birkenbruchwald und eingelagerten Handortstichen mit typischen Verlandungsformen. Fläche 14700 m² |             | ND 402  |
| BW              | Schlatt in der Annenheide               | Groß Ippener (52° 59′ 48,2″ N, 8° 38′ 2,4″ O)  | Schlatt mit typischer Moorvegetation, wie Wollgras, Torfmoosen, Seggen etc. Birkenbruchwald. Fläche 7200 m² |             | ND 403  |
| Fotos hochladen | Schlatt in der Ippener Heide            | Groß Ippener (52° 59′ 36,5″ N, 8° 38′ 9,2″ O)  | Schlatt mit Birken-Kiefern-Bruchwald und eingelagerten Handtorfstichen mit Sumpfcalla. Fläche 14050 m² |             | ND 404  |
| Fotos hochladen | Schlatt am Schüttenskamp                | Groß Ippener (52° 59′ 23,7″ N, 8° 37′ 53″ O)   | Kleines Schlatt mit Handtorfstichen. Fläche 1950 m² |             | ND 405  |
| Fotos hochladen | Moorschlatt „Am Schulmoor“              | Groß Ippener (52° 59′ 20,5″ N, 8° 37′ 40,5″ O) | Schlatt mit Handtorfstichen, üppigem Torfmooswachstum und schutzwürdigen Pflanzenbeständen. Fläche 12850 m² |             | ND 406  |
| Fotos hochladen | Schlatt „Am tiefen Schlatt“             | Groß Ippener (52° 59′ 18,4″ N, 8° 38′ 10,5″ O) | Schlatt mit Birkenbruchwald, Teich und angrenzender Hochstaudenflur. Fläche 10850 m² |             | ND 407  |
| BW              | Schlatt westlich von Kehrtau            | Prinzhöfte (52° 57′ 40″ N, 8° 31′ 13,8″ O)     | Birkenbruchwald mit eingelagerten Handtorfstichen, üppig mit Sumpfcalla bewachsen. Fläche 11600 m² |             | ND 408  |
| Fotos hochladen | Klein Henstedter Schlatt                | Prinzhöfte (52° 57′ 35,3″ N, 8° 32′ 6,1″ O)    | Schlatt mit gut ausgeprägter Moorvegetation wie Schwingrasen, Torfmoos, Wollgras. Fläche 30375 m² |             | ND 409  |
| Fotos hochladen | Schlatt an der Klein Henstedter Heide   | Prinzhöfte (52° 57′ 13,1″ N, 8° 30′ 42,1″ O)   | Schlatt mit Birkenbruchwald, eingelagerten Handtorfstichen und Sumpfzonen. Fläche 27500 m² |             | ND 410  |
| Fotos hochladen | Feuchtgebiet b.d. Obersten Heidkämpe    | Prinzhöfte (52° 57′ 20,2″ N, 8° 31′ 29,8″ O)   | Entwässertes Feuchtgebiet mit Dominanz von Landreitgras. Fläche 16870 m² |             | ND 411  |
| Fotos hochladen | Feines Moor                             | Prinzhöfte (52° 56′ 42,9″ N, 8° 31′ 0,6″ O)    | Birkenbruchwald mit eingelagerten Handtorfstichen, Wollgras-Bultenwiese. Fläche 51350 m² |             | ND 412  |
| Fotos hochladen | Feuchtgebiet Klein Henstedter Heide     | Prinzhöfte (52° 56′ 54,1″ N, 8° 31′ 35,2″ O)   | Entwässerter Birkenbruchwald mit Feuchtfläche und Graben. Fläche 61055 m² |             | ND 413  |
| Fotos hochladen | Schlatt im Ortholzer Forst              | Groß Ippener (52° 57′ 29,9″ N, 8° 35′ 17,5″ O) | Schlatt innerhalb des Staatsforstes mit offener Wasserfläche und Verlandungsvegetation aus Seggen und flutendem Schwaden. Fläche 1230 m² |             | ND 415  |
| Fotos hochladen | Schlatt beim „Heidkamp“                 | Groß Ippener (52° 57′ 5,6″ N, 8° 35′ 50″ O)    | Schlatt mit Wollgras und Torfmoosen, im vorderen Bereich auch Flatterbinsen, von Birkenbruchwald umgeben. Fläche 6580 m² |             | ND 416  |
| BW              | Rathmoor                                | Prinzhöfte (52° 56′ 41,3″ N, 8° 35′ 45,7″ O)   | Moor, zum Teil überstaut mit großer, offener Wasserfläche und angrenzender Feuchtfläche, die von Binsen dominiert wird. Fläche 46700 m² |             | ND 417  |
| Fotos hochladen | Eichenreihe in Klein Ippener            | Groß Ippener (52° 57′ 30,4″ N, 8° 36′ 41,2″ O) | Eichenreihe von 120 m Länge, Höhe ca. 21–25 m, Stammumfang 1,65–3,50 m, Kronendurchmesser 10,5–18 m, Alter ca. 150 Jahre. Fläche 2090 m² |             | ND 418  |
| Fotos hochladen | Buche in Groß Ippener                   | Groß Ippener (52° 57′ 43,2″ N, 8° 37′ 3,7″ O)  | freistehende Rotbuche, Höhe ca. 23 m, Stammumfang 4,30 m, Kronendurchmesser ca. 21 m, Alter ca. 180 Jahre. Fläche 346 m² Nachdem am 21. Mai 2022 ein Ast durch starke Windböen abgebrochen ist und dadurch der Baum am Kronenansatz stark beschädigt wurde, musste der Baum gekappt werden. Der Stamm soll bis zum Ende der Brutzeit als Torso bestehen bleiben. |             | ND 419  |
| BW              | Hofeiche in Groß Ippener                | Groß Ippener (52° 57′ 38,3″ N, 8° 37′ 3,8″ O)  | Hofeiche mit mächtiger Krone über Wohnhaus und Straße, Höhe ca. 25 m, Stammumfang ca. 5,25 m, Kronendurchmesser ca. 25 m, Alter ca. 350 Jahre. Fläche 531 m² |             | ND 420  |
| Fotos hochladen | Groß Ippener Friedenseiche              | Groß Ippener (52° 57′ 28,6″ N, 8° 37′ 7,5″ O)  | Stamm gabelt in 1,5 m Höhe in 4 starke Kronenäste, Höhe ca. 20 m, Stammumfang 4,20 m, Kronendurchmesser ca. 25 m, Alter ca. 400 Jahre |             | ND 421  |
| BW              | Friedenseiche in Kirchseelte            | Kirchseelte (52° 56′ 53,4″ N, 8° 40′ 42,9″ O)  | Friedenseiche von 1871, Höhe ca. 17 m, Stammumfang 3,30 m, Kronendurchmesser ca. 16 m. Fläche 201 m² |             | ND 422  |
| Fotos hochladen | Schlatt am Kohlenmoor                   | Prinzhöfte (52° 56′ 12,6″ N, 8° 31′ 18,9″ O)   | Erlen-Birkenbruchwald mit eingelagerten Handtorfstichen, Sumpfcalla. Fläche 21430 m² |             | ND 423  |
| BW              | Tulpenbaum im Hölscherholz              | Prinzhöfte (52° 55′ 1,2″ N, 8° 28′ 51,6″ O)    | Im Wald stehender Baum, Höhe ca. 34 m, Stammumfang 3,20 m, Alter ca. 200 Jahre. Fläche 21430 m² |             | ND 424  |
| BW              | Glanzgras-Schlatt                       | Harpstedt (52° 55′ 4,5″ N, 8° 31′ 2,8″ O)      | artenarmes Schlatt, flächendeckend mit Glanzgras überwachsen. Fläche 2570 m² |             | ND 425  |
| Fotos hochladen | Schlatt beim Wunderburger Moor          | Prinzhöfte (52° 55′ 9,4″ N, 8° 31′ 29″ O)      | Schlatt mit gut ausgeprägter Hochmoorvegetation im hinteren Bereich. Vorderer Teil zu einem Teich ausgehoben. Fläche 7770 m² |             | ND 426  |
| Fotos hochladen | Eiche an der Goseriede                  | Harpstedt (52° 55′ 12″ N, 8° 34′ 49,8″ O)      | Freistehende Eiche, gabelt sich in ca. 2 m Höhe. Höhe ca. 17 m, Stammumfang 3,90 m, Kronendurchmesser ca. 20 m, Alter ca. 280 Jahre. Fläche 314 m² |             | ND 427  |
| BW              | Moorteich am Birkenweg                  | Dünsen (52° 55′ 21″ N, 8° 37′ 14,5″ O)         | Teich mit 2 Inseln, Birkenbruchwald. Fläche 3650 m² |             | ND 428  |
| BW              | Rotbuche in Dünsen                      | Dünsen (52° 55′ 15,4″ N, 8° 37′ 39,2″ O)       | Rotbuche an der L338, Zwieselbildung in ca. 2,5 m Höhe, Höhe ca. 24 m, Stammumfang ca. 4,32 m, Kronendurchmesser ca. 21 m, Alter ca. 200 Jahre. Fläche 380 m² |             | ND 429  |
| BW              | Schlatt „Am rauhen Moor“                | Kirchseelte (52° 55′ 38,1″ N, 8° 39′ 9,5″ O)   | entwässerter Kiefern-Birkenbruchwald mit eingelagerten Handtorfstichen. Fläche 16200 m² |             | ND 430  |
| BW              | Moorteich am Hilkenberg                 | Kirchseelte (52° 55′ 20,9″ N, 8° 39′ 19,9″ O)  | Moorteich innerhalb eines Birkenbruchwaldes. Fläche 2500 m² |             | ND 431  |
| BW              | Hilkenberg-Schlatt                      | Kirchseelte (52° 55′ 21,5″ N, 8° 39′ 36,8″ O)  | Schlatt mit nassen Niedermoorstandorten, Torfmoose, Wollgras, Sumpfcalla, Birkenbruchwald. Fläche 10600 m² |             | ND 432  |
| BW              | 2 Eichen „Im Dorf“                      | Kirchseelte (52° 55′ 40,8″ N, 8° 40′ 23,1″ O)  | Ortsbildprägende Eichen, Höhe ca. 23 m, Stammumfang ca. 3,50 m und 2,60 m, Kronendurchmesser gemeinsam ca. 25 m, Alter ca. 150–200 Jahre. Fläche 490 m² |             | ND 433  |
| BW              | Eichenreihe in Klosterseelte            | Kirchseelte (52° 55′ 38,3″ N, 8° 40′ 28,2″ O)  | 40 m lange Eichenreihe, Höhe ca. 24 m, Stammumfang ca. 2,40–3,50 m, Alter ca. 150–200 Jahre. Höhe ca. 24 m, Stammumfang ca. 4,32 m, Kronendurchmesser ca. 21 m, Alter ca. 200 Jahre. Fläche 900 m² |             | ND 434  |
| BW              | 2 Eichen „Im grünen Winkel“             | Kirchseelte (52° 55′ 37,2″ N, 8° 40′ 21,7″ O)  | Ortsbildprägende Hofeichen. Höhe ca. 18 m, Stammumfang ca. 3,60 m und 2,70 m, Kronendurchmesser gemeinsam ca. 22 m, Alter ca. 250 und 130 Jahre. Fläche 380 m² |             | ND 434  |
| BW              | Hilken-Moor                             | Kirchseelte (52° 55′ 12,7″ N, 8° 40′ 6″ O)     | Lichter Birkenbruchwald mit eingelagerten Handtorfstichen, Hochstaudenflur. Fläche 6500 m² |             | ND 436  |
| BW              | Mergelkuhle Hölscherholz                | Prinzhöfte (52° 54′ 44,4″ N, 8° 28′ 33,2″ O)   | Ehemalige Mergelkuhle mit Borstgras-Rasen und Kalktrockenrasen. Vorkommen gefährdeter Pflanzenarten, artenreiche Insektenwelt. Fläche 7570 m² |             | ND 437  |
| BW              | Schlatt beim Hölscherholz               | Winkelsett (52° 54′ 36,2″ N, 8° 29′ 39,6″ O)   | Schlatt mit ausgehobenem Teich, Schwingrasen. Fläche 2950 m² |             | ND 438  |
| BW              | Ochsenbergs-Schlatt                     | Winkelsett (52° 54′ 47,3″ N, 8° 30′ 6,8″ O)    | Schlatt mit Seggengesellschaften, Binsen-Rohrkolbenbeständen, Birkenbruchwald, randlich brachgefallenes Feuchtgrünland. Fläche 9400 m² |             | ND 439  |
| Fotos hochladen | Eichen an der alten Försterei           | Harpstedt (52° 54′ 33,8″ N, 8° 35′ 35,6″ O)    | ca. 80 m lange Eichenreihe mit 8 Eichen am Tielingskamp, ca. 50 m lange Eichenreihe mit 6 Eichen an der Amtsfreiheit, Höhe ca. 30–33 m,. Fläche 1375 m² |             | ND 441  |
| Fotos hochladen | Alte Linde bei der Amtsfreiheit         | Harpstedt (52° 54′ 33,9″ N, 8° 35′ 37,1″ O)    | Linde teilt sich in 2 m Höhe in 6 Hauptäste, Höhe 22 m, Stammumfang 7,41 m, Kronendurchmesser ca. 18 m, Alter ca. 400 Jahre. Fläche 314 m² |             | ND 442  |
| BW              | Zwei Linden an der Amtsfreiheit         | Harpstedt (52° 54′ 36″ N, 8° 35′ 37,7″ O)      | 2 ortsbildprägende Linden, Höhe ca. 26 m, Stammumfang 3,26 und 3,63 m, Kronendurchmesser gemeinsam 22 m, Alter ca. 150 Jahre. Fläche 380 m² |             | ND 443  |
| Fotos hochladen | Tulpenbaum an der Begegnungsstätte      | Harpstedt (52° 54′ 35,2″ N, 8° 35′ 39″ O)      | Sehr hoher, schlanker Baum, Höhe 30 m, Stammumfang 4,95 m, Kronendurchmesser ca. 37 m, Alter ca. 400 Jahre. Fläche 490 m² |             | ND 444b |
| BW              | Zwei Blutbuchen an der Begegnungsstätte | Harpstedt (52° 54′ 35,7″ N, 8° 35′ 40,5″ O)    | noch 1 mächtiger Baum mit weit ausladender Krone, Höhe 32 m, Stammumfang 4,60 m, Kronendurchmesser ca. 30 m, Alter ca. 150 Jahre. Fläche 832 m² |             | ND 444c |
| BW              | Drei Kastanien an der Begegnungsstätte  | Harpstedt (52° 54′ 35,2″ N, 8° 35′ 39,2″ O)    | 1 verbliebene Kastanie, Höhe 21 m, Stammumfang 2,76 m, Kronendurchmesser ca. 15 m, Alter ca. 80 Jahre. Fläche 389 m² |             | ND 444d |
| BW              | Stieleiche an der Begegnungsstätte      | Harpstedt (52° 54′ 35,4″ N, 8° 35′ 41,3″ O)    | Sehr hochgewachsene Eiche auf einem Wall, Höhe 30 m, Stammumfang 3,50 m, Kronendurchmesser ca. 12 m, Alter ca. 200 Jahre. Fläche 113 m² |             | ND 444e |
| BW              | Eiche an der Amtsfreiheit               | Harpstedt (52° 54′ 36,4″ N, 8° 35′ 44,7″ O)    | ortsbildprägende Eiche, Höhe 18 m, Stammumfang 4,0 m, Kronendurchmesser ca. 20 m, Alter ca. 300 Jahre. Fläche 314 m² |             | ND 445  |
| BW              | Zwei Eichen an der Amtsfreiheit         | Harpstedt (52° 54′ 36,3″ N, 8° 35′ 45,7″ O)    | 2 ortsbildprägende Eichen, Höhe 20 m, Stammumfang 4,15 m und 3,35 m, Kronendurchmesser gemeinsam ca. 30 m, Alter ca. 300 und 250 Jahre. Fläche 707 m² |             | ND 446  |
| Fotos hochladen | Lindenreihe am Friedhof                 | Harpstedt (52° 54′ 38″ N, 8° 36′ 4,4″ O)       | 95 m lange Lindenreihe, Höhe 18–20 m, Stammumfang 2,20 m – 3,20 m, Kronendurchmesser 14–15 m, Alter ca. 85 Jahre. Fläche 1425 m² |             | ND 447  |
| BW              | Feuchtgebiet in der Amtsheide           | Harpstedt (52° 54′ 29,7″ N, 8° 36′ 20,3″ O)    | Moorfläche mit Birkenbruchwald, Torfmoosen, Wollgras und Seggen. Fläche 12750 m² |             | ND 448  |
| BW              | Eiche am Dünsener Bach                  | Dünsen (52° 54′ 50,4″ N, 8° 38′ 25,9″ O)       | freistehende Eiche auf einer Ackerfläche, Höhe 15 m, Stammumfang 4,20 m, Kronendurchmesser ca. 23 m, Alter ca. 300 Jahre. Fläche 416 m² |             | ND 449  |
| BW              | Schlatt bei Leuchtenburg                | Harpstedt (52° 54′ 12,4″ N, 8° 32′ 30,5″ O)    | Verlandetes Schlatt mit kleiner, offener Wasserfläche, Verlandungszone mit Flatterbinsen, periodisch trocken fallende Schlammfläche, Weidengebüsch. Fläche 7050 m² |             | ND 450  |
| BW              | Schlatt am Leuchtenburger Weg           | Harpstedt (52° 54′ 10,5″ N, 8° 32′ 36,2″ O)    | Verlandetes Schlatt mit großen Beständen von Schilf, Schwaden, Großseggen, Weidengebüsch, Birkenbruchwald. Fläche 6700 m² |             | ND 451  |
| BW              | Wulferding-Schlatt                      | Harpstedt (52° 53′ 57,1″ N, 8° 32′ 39,8″ O)    | Kleines Schlatt innerhalb einer Weidefläche. Birkenbruchwald, Sumpffläche mit überwiegend Flatterbinsen, häufig flach überstaut. Fläche 2500 m² |             | ND 452  |
| BW              | Eichen an der Sanderei                  | Harpstedt (52° 54′ 17,8″ N, 8° 34′ 30,9″ O)    | ortsbildprägende Eichenreihe von ca. 70 m Länge. 5 Eichen mit Höhe 18 m, Stammumfang 1,50–3,30 m, Kronendurchmesser ca. 15 m, Alter ca. 80–200 Jahre. Fläche 1050 m² |             | ND 453  |
| BW              | 2 Linden an der Wildeshauser Straße     | Harpstedt (52° 54′ 20,5″ N, 8° 34′ 38,3″ O)    | 2 ortsbildprägende Linden. Höhe ca. 18 m, Stammumfang 3,60 und 3,70 m, Kronendurchmesser 8 m, Alter ca. 150 Jahre. Fläche 200 m² |             | ND 454  |
| BW              | 2 Schlatts „Hinter den Kämpen“          | Dünsen (52° 54′ 22,2″ N, 8° 37′ 19,9″ O)       | Zwei kleine Moorschlatts innerhalb eines Kiefern-Birkenwaldes, das westliche mit Hochmoorvegetation, das östliche mit offener Wasserfläche und Wollgras. Fläche 17750 m² |             | ND 455  |
| BW              | Schlatt beim Brammer                    | Dünsen (52° 54′ 16,1″ N, 8° 37′ 33,1″ O)       | Schlatt mit Birkenbruchwald und üppigem Sumpfcalla-Wachstum, im Kern hochmoorähnliche Vegetation. Fläche 17250 m² |             | ND 456  |
| BW              | Schlatt am Börderweg                    | Dünsen (52° 54′ 8,8″ N, 8° 37′ 38,1″ O)        | Verlandetes Schlatt mit Binsen, Seggen und Weidengebüsch. Fläche 850 m² |             | ND 457  |
| BW              | Schlatt am Annengraben                  | Beckeln (52° 53′ 46,1″ N, 8° 37′ 34,7″ O)      | Entwässerter Birkenbruchwald mit eingelagerten Handtorfstichen. Fläche 10450 m² |             | ND 458  |
| BW              | Glockenkuhle                            | Beckeln (52° 53′ 40,7″ N, 8° 37′ 23,6″ O)      | Wiedervernässtes Schlatt mit üppigen Torfmoosschwingrasen. Fläche 13100 m² |             | ND 459  |
| BW              | Schlatt am „Hakeskamp“                  | Beckeln (52° 53′ 23,3″ N, 8° 38′ 8,2″ O)       | Entwässerter Birkenbruchwald mit einigen eingelagerten, überwiegend trockenen Torfstichen. Fläche 7500 m² |             | ND 460  |
| BW              | Schlatt bei Brammer                     | Beckeln (52° 53′ 6,4″ N, 8° 38′ 9,9″ O)        | Schlatt mit Birken-Kiefernbruchwald, Schwingrasen, Hochmoorvegetation. Fläche 45850 m² |             | ND 461  |
| BW              | Eiche bei Groß Köhren                   | Beckeln (52° 52′ 48″ N, 8° 35′ 12,5″ O)        | landschaftsbildprägende Eiche vor einer Scheune, Höhe 16 m, Stammumfang 3,80 m, Kronendurchmesser ca. 18 m, Alter ca. 290 Jahre |             | ND 462  |
| BW              | Hüte-Eiche                              | Winkelsett (52° 52′ 4,9″ N, 8° 28′ 50,3″ O)    | freistehende Eiche, gabelt sich in 2,50 m Höhe straussförmig in zahlreiche Kronenäste, Höhe 20 m, Stammumfang 4,60 m, Kronendurchmesser ca. 24 m, Alter ca. 400 Jahre. Fläche 452 m² |             | ND 465  |
| BW              | Teich bei Hölingen                      | Winkelsett (52° 51′ 15,2″ N, 8° 29′ 25,3″ O)   | Ehemalige Tongrube mit Sumpf- und Wasserpflanzenvegetation. Fläche 13200 m² |             | ND 466  |
| BW              | Schlatt am Rottmoor                     | Groß Ippener (52° 56′ 45,8″ N, 8° 38′ 12,7″ O) | Verlandetes Schlatt innerhalb von Weidegrünland, mit ausgeprägtem Schlangenwurz-Schwingrasen, Verlandungsbereich mit Flutschwaden, nördlich angrenzend Flatterbinsenried. Fläche 11000 m² |             | ND 467  |
| BW              | Schlatt am Hilkenberg                   | Kirchseelte (52° 55′ 14,1″ N, 8° 39′ 30,8″ O)  | Schlatt innerhalb von Weidegrünland, überwiegend mit Scheidenwollgras bewachsen. Fläche 7500 m² |             | ND 468  |
| Fotos hochladen | Schlatt südlich Wendebeutel             | Prinzhöfte (52° 57′ 34,9″ N, 8° 30′ 47,2″ O)   | Von Handtorfstichkuhlen durchsetzter Birken-Moorwald in einem Schlatt natürlicher Entstehung. Fläche 9500 m² |             | ND 469  |
| BW              | Das kleine Schlatt im Brammer           | Dünsen (52° 54′ 12,4″ N, 8° 37′ 14″ O)         | Kleines, ungestörtes Moorschlatt in einem Kiefernforst mit sehr vitalen, gut ausgeprägten Torfmoosschwingrasen. Fläche 2500 m² |             | ND 470  |
| BW              | Wollgrasmoor in Brammer                 | Dünsen (52° 54′ 1,7″ N, 8° 37′ 29,9″ O)        | Großflächiges, nasses, von Wollgras geprägtes Schlatt. Im Osten und Süden kaum passierbare, schlenkenartige Vernässungszonen mit Schwingrasen aus Torfmoosen, Schmalblättrigem Wollgras oder Schlangenwurz. Der zentrale Bereich hochmoorartig erhöht mit aufkommendem Birken- und Kieferngehölz. Fläche 11000 m²                                                |             | ND 471  |
| BW              | Schlatt im Brammer                      | Dünsen (52° 54′ 1,7″ N, 8° 37′ 47″ O)          | Im Zentrum sehr nasses Schlatt mit Schmalblattwollgras-Torfmoos-Schwingrasen, ungestört im Wald gelegen. Fläche 2400 m² |             | ND 472  |
| BW              | Bruchwald bei Klosterseelte             | Kirchseelte (52° 55′ 32,4″ N, 8° 41′ 22,5″ O)  | Besonders gut ausgeprägte, totholzreiche Bruchwaldbestände mit 2 Teilbereichen: im Osten mit Birken, Grauseggen, Torfmoosen, Sumpfblutauge in der Krautschicht, im Westen mit Erlen, Walzensegge, und Sumpfhaarstrang, von flachen Torfstichen zerkuhlt. Fläche 19850 m²                                                                                         |             | ND 473  |
| BW              | Moorheide im Beckstedter Holz           | Colnrade (52° 49′ 41,3″ N, 8° 32′ 15″ O)       | Anmoor-Glockenheide am flachen Geesthang mit Besenheide, Glockenheide, Torfmoosen sowie Vorkommen seltener Pflanzenarten. Fläche 33750 m² |             | ND 474  |
| BW              | Eiche in Kirchseelte                    | Kirchseelte (52° 56′ 46,7″ N, 8° 40′ 29,7″ O)  | Mächtige, freistehende, sehr alte Hofeiche, Stammumfang von mindestens 5 m, ausladende Krone mit einem Durchmesser von 25 m, Höhe ca. 20 m. |             | ND 475  |
| BW              | Heitzhausens Huntebruch                 | Winkelsett (52° 52′ 53,8″ N, 8° 28′ 11,6″ O)   | Landschaftsbildprägende, mächtige Eichenreihe, gut ausgeprägter Laub- und Bruchwald am Huntetalrand mit eingelagertem Hunte-Altarm, Vorkommen gefährdeter Pflanzenarten. Fläche 80000 m² |             | ND 476  |
| BW              | Hölinger Moor                           | Winkelsett (52° 51′ 42,7″ N, 8° 28′ 51,1″ O)   | Besonders gut ausgeprägter, strukturreicher, sumpfiger und quelliger Erlenbruchwald am Rande der Hunteaue mit Vorkommen gefährdeter Pflanzenarten. Fläche 80000 m² |             | ND 477  |
| BW              | Huntealtarm beim Hölinger Moor          | Winkelsett (52° 51′ 33,5″ N, 8° 28′ 30,3″ O)   | Ca. 500 m langer Altarm der Hunte mit reich entwickelter Wasservegetation, darunter auch stark gefährdete Arten, und zwischen der ehemaligen Flussschleife liegender Sandtrockenrasen. Fläche 39000 m² |             | ND 478  |
| BW              | Buche auf der Großen Heide              | Beckeln (52° 53′ 12,5″ N, 8° 33′ 12,1″ O)      | Mächtige, freistehende, alte Buche am Waldrand |             | ND 479  |
| BW              | Bruchwald bei Austen                    | Colnrade (52° 48′ 38,9″ N, 8° 28′ 36″ O)       | Am leicht geneigten, feuchten bis sickernassen, anmoorigen Talrand der Hunte Walzenseggen-Erlenbruchwald und Grünlandbrache mit Wald- und Flatterbinsenrieden und Röhricht. Fläche 44200 m² |             | ND 480  |
| Fotos hochladen | Birkenbruch Klein Henstedter Heide      | Prinzhöfte (52° 57′ 27,3″ N, 8° 31′ 7,6″ O)    | Birken- und Kiefernbruchwald mit eingelagerten Handtorfstichen, die neben Torfmoosen mit Schlangenwurz, Wollgräsern und Moosbeere bewachsen sind. Fläche 60500 m² |             | ND 481  |